# Florian Cajori

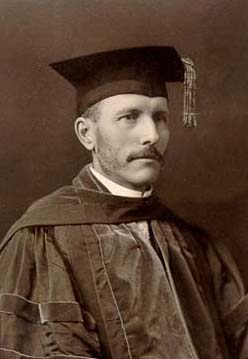
Florian Cajori

Florian Cajori (n. 28 februarie 1859 la Aignan of Orleans, Elveția - d. 14 sau 15 august 1930 la Berkeley, California) a fost unul dintre cei mai merituoși istoriografi ai matematicii din epoca sa.
A fost profesor la Universitatea California.
S-a ocupat cu studiul explicării deosebirilor în sistemele de numerație la diferite popoare, pornind de la teoria "pseudoștiințifică a raselor superioare și inferioare".
A susținut că sistemele de numerație cu baza 5 și 10 se întâlnesc cel mai frecvent la rasele inferioare, în timp ce popoarele care se află pe o treaptă mai înaltă, de obicei evitau primul din aceste sisteme ca fiind prea sărac, iar al doilea prea greoi.
Aceste afirmații ale lui Cajori au contrazis faptele istorice.

## Scrieri
- 1909: History of the Logarithmic Solid Root
- 1919: A History of the Conceptions of Limits and Fluxions in Great Britain from Newton to Woodhouse
- 1929: A History of Mathematics
- 1930: A History of Mathematical Notations (în două volume).